# Gevangenisstraat
De Gevangenisstraat of Gevangstraat is een straat in Brugge.

## Beschrijving
In 1828 bouwde de Belgische staat een gevangenis in Brugge. Dit gebeurde op de plek waar sinds 1689 de gevangenis of 'tuchthuis' van de stad Brugge stond.
De oorspronkelijke naam van de straat was Frerenmuer, omdat ze langs de muur liep die langs die kant het klooster van de minderbroeders afsloot. Het klooster was in de revolutietijd verdwenen, de muur was afgebroken, de gevangenis bepaalde voortaan het straatbeeld, vandaar de nieuwe naam. Men hield het bij de gewesttaal die van 'gevang' spreekt en maakte er niet het algemeen Nederlands woord 'gevangenis' van. Dit werd in de jaren 1980 rechtgezet.
De straat loopt van het Pandreitje naar het Park.